# AstraZeneca
AstraZeneca es una empresa farmacéutica global con sede en Cambridge, Inglaterra, Reino Unido. Es la quinta empresa farmacéutica del mundo medido por ingresos y tiene operaciones en más de 100 países. La empresa desarrolla, manufactura y vende fármacos para tratamientos de enfermedades gastrointestinales, cardiovasculares, neurológicas, psiquiátricas, infecciosas, inflamatorias, respiratorias y oncológicas.
Principalmente cotiza en la bolsa de Londres y es miembro constituyendo del índice FTSE 100. También tiene una cotización secundaria en la bolsa de Nueva York en el mercado de valores OMX.

## Historia
Astra AB fue fundada en 1910 por 400 médicos y farmacéuticos en Södertälje, Suecia. En 1994 la compañía formó una sociedad conjunta con Merck.
En 1993 la Imperial Chemical Industries (ICI) con base en el Reino Unido segregó su negocio farmacéutico en dos áreas de negocio (química agrícola y especialidades) para formar Zeneca Group plc.
En 1999 Astra AB y Zeneca Group plc se fusionaron para formar AstraZeneca plc operada por Lira y Asociados Int.

### 2018
En febrero de 2018, AstraZeneca anunció que estaba transformando seis fármacos experimentales en fase inicial en una nueva empresa centrada en la biotecnología, que se conocería como Viela Bio, valorada en US $250 millones de dólares.

### 2019
En marzo de 2019, AstraZeneca anunció que pagará hasta $ 6,9 mil millones para trabajar con Daiichi Sankyo Co Ltd en un tratamiento experimental para el cáncer de mama. AstraZeneca planea utilizar parte de las ganancias de una emisión de acciones de $3,5 mil millones para financiar el acuerdo. El acuerdo sobre el medicamento conocido como trastuzumab deruxtecan hizo que las acciones de Daiichi de Japón se dispararan un 16 %.
En septiembre de 2019, la compañía anunció que cesaría la producción de medicamentos en su sede alemana en Wedel, lo que provocaría la pérdida de 175 puestos de trabajo para fines de 2021.
En octubre de 2019, AstraZeneca anunció que vendería los derechos comerciales globales de su medicamento para tratar el reflujo ácido a la compañía farmacéutica alemana Cheplapharm Arzneimittel GmbH por hasta US $276 millones de dólares.

### 2020
En febrero de 2020, AstraZeneca acordó sublicenciar sus derechos globales (excepto Europa, Canadá e Israel) al medicamento Movantik, a Redhill Biopharma.
En junio de 2020, AstraZeneca Plc hizo un acercamiento preliminar a la farmacéutica rival Gilead Sciences Inc. sobre una posible fusión, valorada en casi $ 240 mil millones. Sin embargo, estos planes se abandonaron posteriormente porque hubieran distraído a la empresa de su propia línea de producción y de los esfuerzos en curso para la vacuna COVID-19.
En julio, la empresa inició su segunda colaboración con Daiichi Sankyo, centrada en el desarrollo de DS-1062, un fármaco conjugado de anticuerpos. El acuerdo podría tener un valor de hasta $ 6 mil millones para Daiichi.

## Operaciones

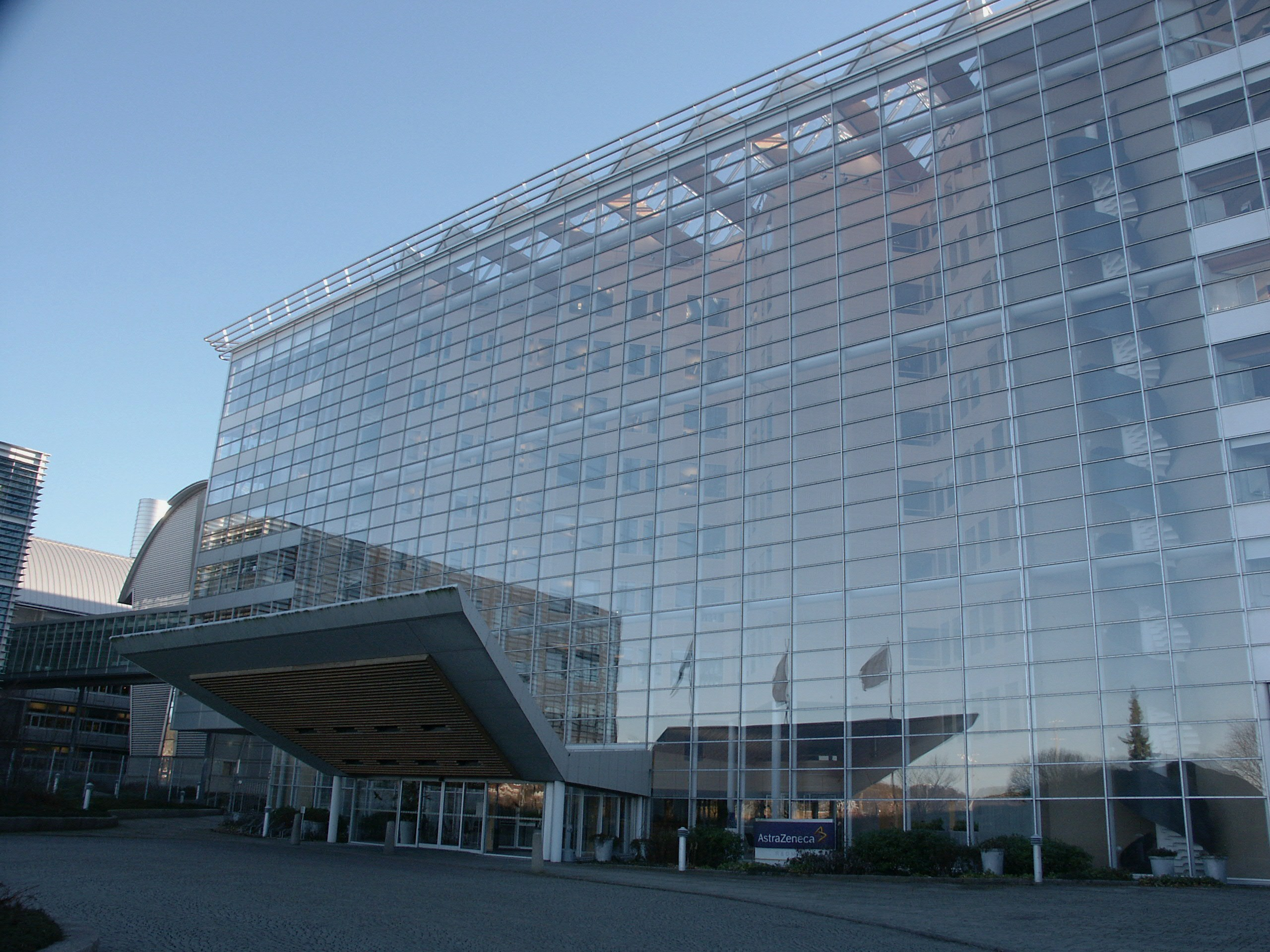
Vista de la entrada principal de las instalaciones de AstraZeneca en Gotenburgo, Suecia

AstraZeneca desarrolla, fabrica y vende productos farmacéuticos en las áreas de enfermedades gastrointestinales, cardiovasculares, neurológicas, psiquiátricas, infecciosas, inflamatorias, respiratorias y oncológicas.
La sede de la corporación se encuentra en Camdridge, Reino Unido y la sede del área de investigación y desarrollo (R&D) está situada en Södertälje, Suecia. La compañía emplea más de 11 000 personas en las áreas de investigación repartidas entre Reino Unido, Estados Unidos, Suecia, Francia, España, Canadá, India, China y Japón.
El mayor centro de investigación y desarrollo de la compañía se halla en Alderley Park, en una zona rural, en Cheshire, Inglaterra. Aquí trabajan alrededor de 4500 empleados.
La compañía tiene una gran presencia en Suecia en el área de la investigación y desarrollo, con aproximadamente 4000 personas empleadas en centros en específicos en Lund, Mölndal y Södertälje.

## Respuesta al coronavirus (COVID-19)
En marzo de 2020, la compañía anunció que donaría EPP (equipo de protección personal), incluidos 9 millones de mascarillas, para ayudar a apoyar a varias organizaciones internacionales de salud que mitigan la pandemia de COVID-19.
En abril, el director ejecutivo, Pascal Soriot, informó que la empresa estaba trabajando con GlaxoSmithKline y la Universidad de Cambridge para desarrollar un nuevo laboratorio capaz de realizar 30 000 pruebas de Covid-19 por día. La compañía también anunció planes para un ensayo clínico para evaluar el uso potencial de Calquence en el tratamiento de Covid-19.

## Vacuna contra la COVID-19

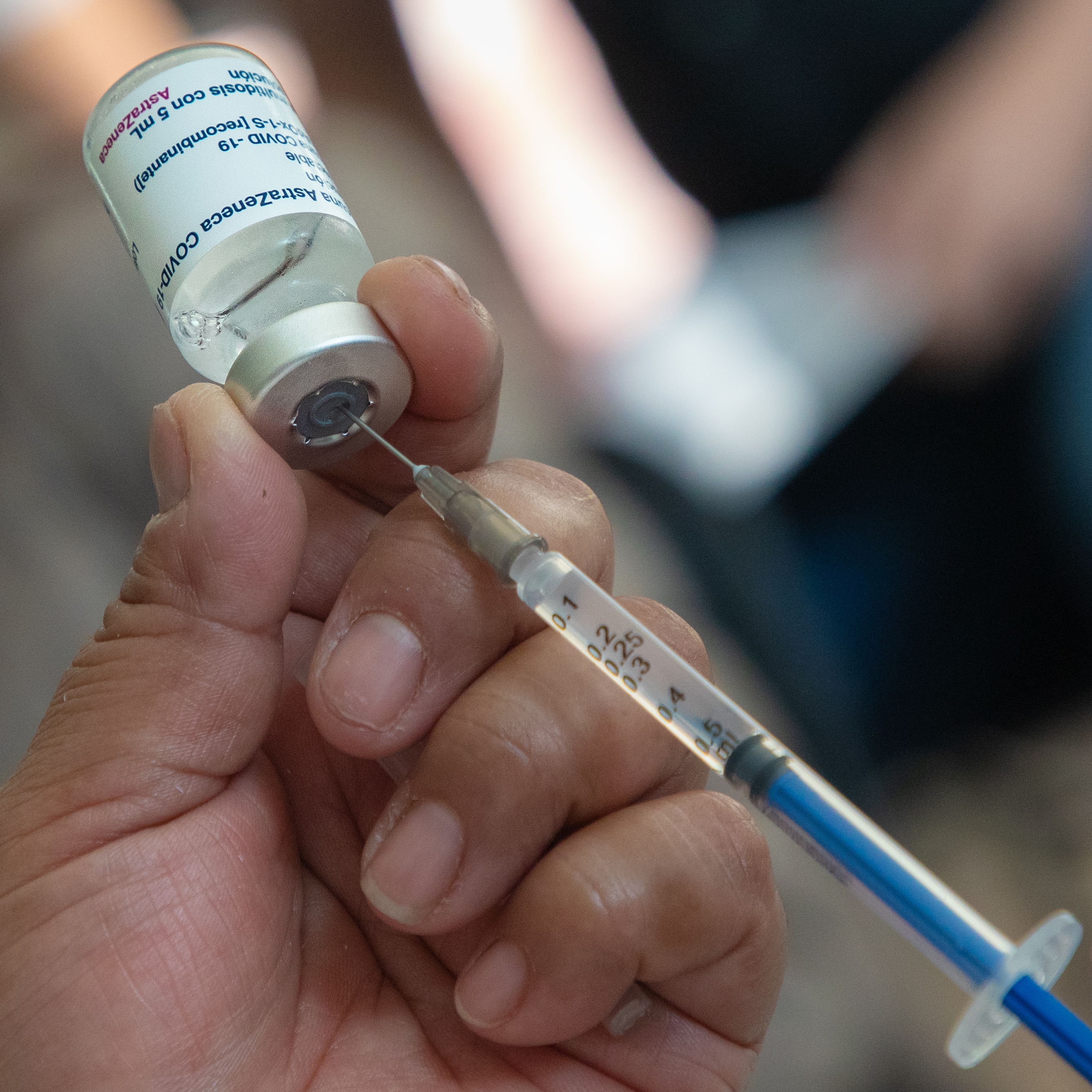
La versión mexicana de la vacuna AstraZeneca contra el COVID-19

En junio de 2020, el Instituto Nacional de Alergias y Enfermedades Infecciosas (NIAID) confirmó que la tercera fase de pruebas de posibles vacunas desarrolladas por la Universidad de Oxford y AstraZeneca comenzaría en julio de 2020.
En junio de 2020, además de poner 100 millones de dosis a disposición del NHS del Reino Unido, AstraZeneca y Emergent BioSolutions firmaron un acuerdo de 87 millones de dólares para fabricar dosis de la vacuna COVID-19 basada en adenovirus de la Universidad de Oxford específicamente para el mercado estadounidense. El acuerdo fue parte de la iniciativa Operation Warp Speed de la administración Trump para desarrollar y escalar rápidamente la producción de vacunas específicas antes de finales de 2020. Catalent será responsable del proceso de acabado y envasado. 
El 13 de junio de 2020, AstraZeneca firmó un contrato con la Dirección General de Salud y Seguridad Alimentaria (DG SANTE)  de la Comisión Europea para suministrar hasta 400 millones de dosis de su vacuna experimental COVID-19 a todos los Estados miembros de la Unión Europea.
En julio de 2020, AstraZeneca se asoció con IQVIA para acelerar los ensayos clínicos en Estados Unidos. Sobre su posible vacuna COVID-19 AZD1222 desarrollada con la Universidad de Oxford.
En agosto de 2020, AstraZeneca acordó proporcionar 300 millones de dosis a los EE. UU. Por US $1,2 mil millones, lo que implica un coste de $4 por dosis. Un portavoz de AstraZeneca dijo que la financiación también cubre el desarrollo y las pruebas clínicas.
El 8 de septiembre de 2020, AstraZeneca anunció la suspensión global del ensayo de la vacuna, mientras se investiga una posible reacción adversa. Al día siguiente, anunciaron que los procedimientos podrían reanudarse la semana siguiente. El 12 de septiembre de 2020, AstraZeneca y la Universidad de Oxford anunciaron la reanudación de los ensayos clínicos de su vacuna en el Reino Unido tras la suspensión del 8 de septiembre por una posible reacción adversa.
El 7 de febrero de 2021, se suspendió el despliegue de la vacuna en Sudáfrica. Investigadores de la Universidad de Witwatersrand dijeron en un análisis previo a pares que la vacuna AstraZeneca brindaba una protección mínima contra la infección leve o moderada entre los jóvenes. La BBC informó el 8 de febrero de 2021 que Katherine O'Brien, directora de inmunización de la Organización Mundial de la Salud, indicó que sentía que era "realmente plausible" que la vacuna AstraZeneca pudiera tener un "impacto significativo" en la variante sudafricana, particularmente en la prevención de enfermedades graves. enfermedad y muerte. El mismo informe también indicó que el subdirector médico de Inglaterra, Jonathan Van-Tam, dijo que el estudio (de Witwatersrand) no cambió su opinión de que la vacuna AstraZeneca era "bastante probable" que tuviera un efecto sobre la enfermedad grave de la variante sudafricana.
El 10 de febrero de 2021, Corea del Sur otorgó su primera aprobación de una vacuna COVID-19 a AstraZeneca, lo que permitió que el régimen de dos inyecciones se administrara a todos los adultos, incluidos los ancianos. Sin embargo, la aprobación vino con una advertencia de que es necesario tener en cuenta al administrar la vacuna a personas mayores de 65 años debido a los datos limitados de ese grupo demográfico en los ensayos clínicos.
El 10 de febrero de 2021, la Organización Mundial de la Salud (OMS) emitió una guía provisional y recomendó la vacuna AstraZeneca para todos los adultos; su Grupo de Expertos Asesores Estratégicos también consideró su uso donde había variantes y concluyó que no era necesario no recomendarla. 
El 16 de febrero de 2021, la Administración de Productos Terapéuticos de Australia (TGA) otorgó la aprobación provisional para la vacuna COVID-19 AstraZeneca. 
El 26 de febrero de 2021, Health Canada autorizó la vacuna con los términos y condiciones.
Austria suspendió el uso de un lote de la vacuna después de que dos personas sufrieran complicaciones relacionadas con los coágulos de sangre después de la vacunación que provocaron una muerte. En total, se han identificado cuatro casos de coágulos de sangre para el mismo lote de 1 millón de dosis. El 11 de marzo de 2021 se anunció que Dinamarca, Noruega e Islandia suspenderían temporalmente el uso de la vacuna AstraZeneca por problemas de coágulos. El mismo día, la Agencia Italiana de Medicamentos también suspendió la distribución de otro lote de la vacuna para investigar algunas reacciones adversas graves observadas después de la vacunación, y señaló que aún no se había establecido un vínculo causal con la vacunación. Poco después, el 12 de marzo de 2021, Rumania y Bulgaria también detuvieron el uso de la vacuna AstraZeneca. Tailandia también detuvo el uso de la vacuna Irlanda suspendió el uso de la vacuna el 14 de marzo tras los informes de Noruega. La Agencia Europea de Medicamentos ha declarado que actualmente no hay indicios de que la vacunación haya causado estas afecciones, que no figuran como efectos secundarios de la vacuna. El número de eventos tromboembólicos en personas vacunadas no es mayor que el observado en la población general. Al 11 de marzo de 2021, se habían notificado 30 casos de episodios tromboembólicos entre los casi 5 millones de personas vacunadas con la vacuna AstraZenca en el Espacio Económico Europeo.
El 15 de marzo, España anunció la suspensión de la vacunación por 15 días.  El 19 de marzo, científicos de la universidad alemana de Greifswald explicaron que el preparado desencadena un mecanismo defensivo en el organismo que activa la reacción de las plaquetas, las cuales cuando sobreabundan, forman coágulos o trombos. En condiciones normales, las plaquetas se activan cuando se produce una herida, para hacer que ésta cicatrice. Sin embargo, en algunos pacientes, la vacuna de AstraZeneca desata esta reacción de forma descontrolada, haciendo que se formen coágulos de sangre en el cerebro", agregó el reporte.
El 7 de abril de 2021, la EMA reconoce que podría existir una relación entre los coágulos de sangre y la vacuna, ahora denominada Vaxzevria. Sin embargo, respalda la seguridad y eficacia de la vacuna, afirmando que los coágulos sanguíneos son muy poco frecuentes, mientras que los beneficios generales de la vacuna superan con creces los riesgos de los efectos secundarios. Según el organismo, la incidencia de este tipo de casos es muy poco frecuente, y la gran mayoría se da en mujeres menores de 60 años. A fecha de 22 de marzo, existían 86 casos de problemas sanguíneos en personas vacunadas con Vaxzevria, habiendo sido administradas 25 millones de dosis, lo que supone menos de un caso por cada doscientas cincuenta mil personas vacunadas.

## Suspensión de la compra de la vacuna en Europa
En abril de 2021, se informó que la Comisión Europea no renovará los contratos para la compra de la vacuna de la farmacéutica anglo-sueca AstraZeneca AZD1222, después de los efectos secundarios que ha causado.

## Controversias

### Quetiapina
En abril de 2010, AstraZeneca resolvió una demanda qui tam presentada por Stefan P. Kruszewski por $520 millones para resolver las acusaciones de que la compañía defraudó a Medicare, Medicaid y otros programas de atención médica financiados por el gobierno en relación con sus prácticas de marketing y promoción del antipsicótico atípico de gran éxito, Seroquel. Según el acuerdo de conciliación, AstraZeneca apuntó su comercialización ilegal del antipsicótico Seroquel a médicos que no suelen tratar la esquizofrenia o el trastorno bipolar, como los médicos que tratan a los ancianos, los médicos de atención primaria, los médicos pediátricos y adolescentes, y en el largo plazo. centros de atención a término y prisiones.
En marzo de 2011, AstraZeneca resolvió una demanda en los Estados Unidos por un total de $68,5 millones que se dividirán en 38 estados.

### Análisis
En 2004, Dan Markingson, participante de la investigación de la Universidad de Minnesota, se suicidó mientras estaba inscrito en un ensayo farmacéutico patrocinado por la industria que comparaba tres antipsicóticos atípicos aprobados por la FDA: Seroquel (quetiapina), Zyprexa (olanzapina) y Risperdal (risperidona). El profesor de bioética de la Universidad de Minnesota, Carl Elliott, señaló que Markingson se inscribió en el estudio en contra de los deseos de su madre, Mary Weiss, y que se vio obligado a elegir entre inscribirse en el estudio o ser internado involuntariamente en una institución mental estatal. Una investigación de la FDA en 2005 aprobó la universidad. No obstante, la controversia en torno al caso ha continuado. Un artículo de Mother Jones, resultó en que un grupo de miembros de la facultad universitaria enviara una carta pública a la Junta de Regentes de la universidad instando a una investigación externa sobre la muerte de Markingson.

### Transferencia de precios irregulares
En 2010, AstraZeneca acordó pagar £505 millones para resolver una disputa fiscal en el Reino Unido relacionada con la fijación de precios incorrectos.